# Польский добровольческий корпус
По́льский доброво́льческий ко́рпус (ПДК) (укр. Польський добровольчий корпус, пол. Polski Korpus Ochotniczy) — подразделение польских добровольцев, воюющих на стороне Украины во время вторжения России на Украину.

## Формирование
Подразделение формировалось с февраля по июнь 2023 года и выполняет разведывательно-диверсионные задачи, в его состав входят ветераны армейского спецназа и обычные добровольцы из Польши. Подразделение независимо от интернационального легиона Украины и подчиняется непосредственно министерству обороны.

## Символика

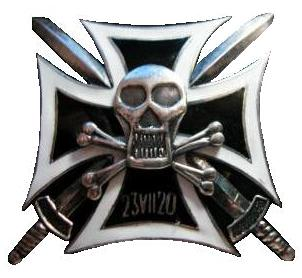
Значок эскадрильи гусар смерти в 1920 году

Польский добровольческий корпус избрал своим покровителем лейтенанта Юзефа Сила-Новицкого, который в 1920 году создал Добровольческий кавалерийский эскадрон, известный как эскадрилья «гусар смерти», входивший в состав кавалерийских подразделений Войска Польского Второй республики Польши. Эмблема подразделения отсылает к значку польских гусар. Это подразделение состояло только из добровольцев, принимало участие в боях с большевиками во время советско-польской войны.

## Участие в боевых действях
Проводили совместные операции с Русским добровольческим корпусом.